# Сен-Жерве-Сен-Проте
Сен-Жерве-Сен-Проте (фр. Église Saint-Gervais-Saint-Protais — церковь Святых Гервасия и Протасия) — католическая церковь в IV округе Парижа. Расположена в квартале Маре за зданием Отель-де-Виль. Освящена в честь раннехристианских мучеников Гервасия и Протасия.
Церковь построена на фундаменте древнейшей церкви правого берега Парижа, существовавшей с конца IV века. Строительство современного здания было начато в 1494 году и продолжалось почти полтора века.

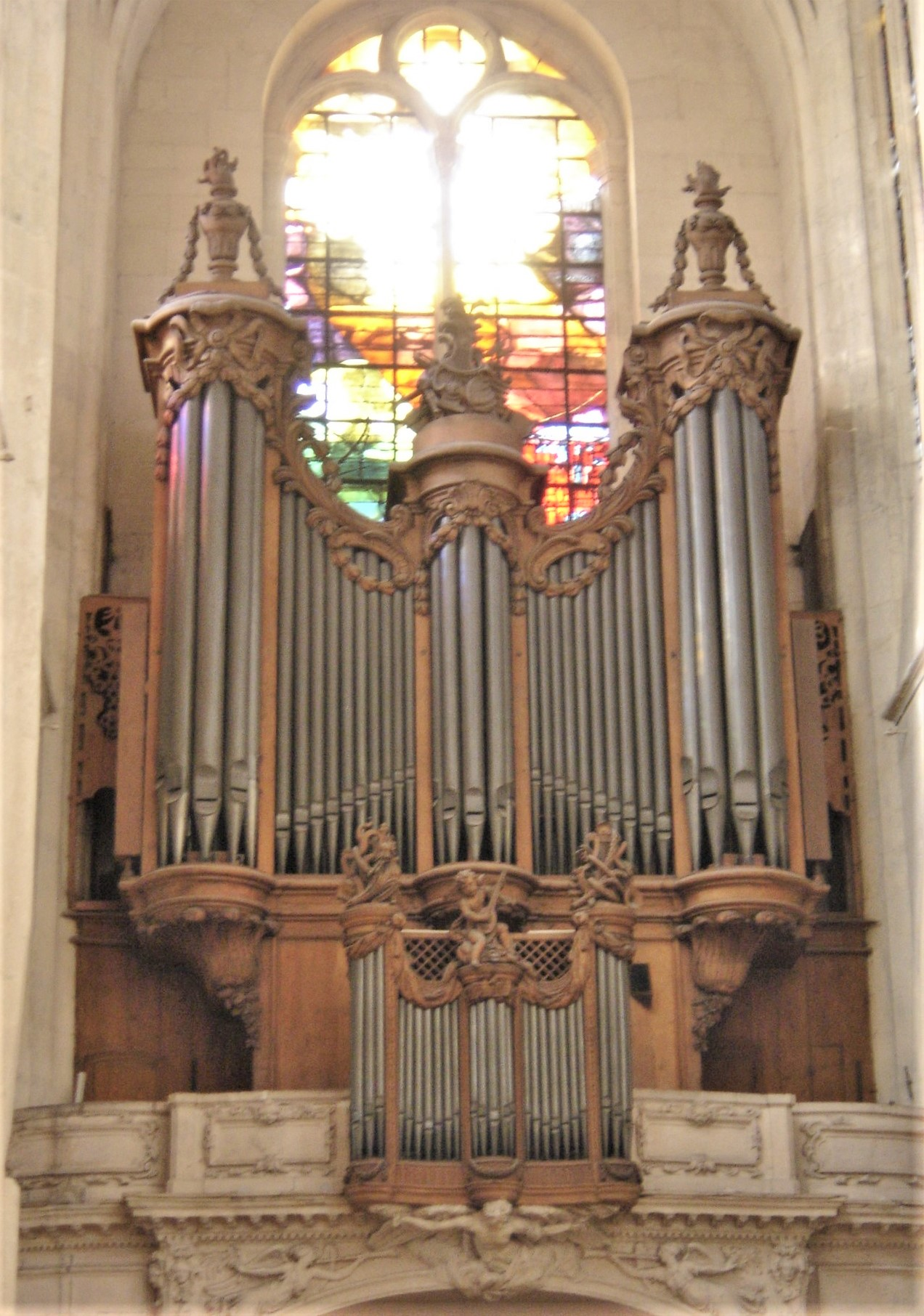
Орган

В целом церковь позднеготическая, однако её средневековый интерьер скрывает возведённый позднее фасад — характерный памятник эпохи маньеризма (архитектор Саломон де Бросс).
29 марта 1918 года в церковь попал снаряд немецкой «Парижской пушки». В этот момент там шла служба Великой пятницы, что привело к большому количеству жертв: погибло по разным источникам от 60 до 90 человек. Этому событию посвящена повесть Р. Роллана «Пьер и Люс».
Главная достопримечательность церкви — один из старейших и знаменитейших парижских органов. В церкви Сен-Жерве служили органистами многие представители знаменитой семьи Куперенов, в том числе и наиболее известные из них — Луи и Франсуа. Среди других достопримечательностей — картина «Мученичество святой Петронилии» Джованни Франческо Барбьери.
Перед церковью растёт вяз, который многократно возобновлялся (приблизительно с X века). Под этим деревом население квартала Маре в Средние века собиралось, чтобы отдавать при свидетелях взятые в долг деньги. Отсюда произошла парижская поговорка «Ждите меня под Вязом», что соответствует русскому «После дождичка в четверг».